# Степи (Харьковская область)
1. перенаправление Степы (Изюмский район)